# Yangsheng
Yangsheng (养生, coltivare la vita) è un termine delle arti marziali cinesi che definisce tutte quelle pratiche finalizzate a nutrire il principio vitale. Prime tracce di queste pratiche sono attestate nello Zhuāngzǐ. Tra i metodi più antichi si possono segnalare gli esercizi illustrati nel Daoyintu, rotolo datato 168 a.C. scoperto nel sito archeologico di Mawangdui, in provincia di Hunan; oppure il Wuqinxi (五禽戏, il gioco dei 5 animali) creato dal medico Hua Tuo.
Ogni scuola di Wushu, ogni maestro possiede le proprie ricette per coltivare la vita più o meno segrete.